# Beroe Hill
Beroe Hill är en kulle i Antarktis. Den ligger i Sydshetlandsöarna. Argentina, Chile och Storbritannien gör anspråk på området. Toppen på Beroe Hill är 400 meter över havet.
Terrängen runt Beroe Hill är kuperad. Trakten är glest befolkad. Närmaste befolkade plats är St. Kliment Ohridski Base, 7,2 kilometer sydväst om Beroe Hill. 